# Pomiers
Pomiers fou una senyoria de Suïssa, posseïda al segle xiv per Arquimbald de Grailly en feu del comte de Savoia.S'identifica amb Pomeiry, prop de Rolle, al Vaud.